# Leonid Afremov
Leonid Afremov, ros. Леонид Афремов, biał. Леанід Афрэмаў (ur. 12 lipca 1955 r. w Witebsku, zm. 19 sierpnia 2019 r. w Playa del Carmen) – izraelski malarz impresjonista.

## Życiorys
Urodził się 12 lipca 1955 r. w Witebsku, w żydowskiej rodzinie, a w 1978 roku ukończył Witebską Szkołę Artystyczną. Swoją karierę zaczął rozwijać po przeprowadzce w 1990 r. do Izraela, dokąd wyemigrował z powodu dyskryminacji ludności żydowskiej. W 2002 r. przeprowadził się do Stanów Zjednoczonych, a 8 lat później do Playa del Carmen w Meksyku.
Malował obrazy olejne posługując się szpachlą, rozwinął tę własną technikę, tworząc typowy dla siebie styl.
Zmarł 19 sierpnia 2019 r. w Playa del Carmen i w tym samym mieście został pochowany.